# Буська гімназія імені Євгена Петрушевича
Буський заклад загальної середньої освіти — Гімназія імені Євгена Петрушевича при Львівському національному університеті імені Івана Франка Буської міської ради — гімназія у місті Буськ, Золочівського району, Львівської області. Мова навчання — українська.

## Історія
Заклад був заснований 1994 року на базі середньої школи № 3, спочатку як Буська гімназія. Першим директором новоствореного закладу став Володимир Жолнович.
19 серпня 1997 року Постановою Кабінету Міністрів гімназії присвоєно ім'я Євгена Петрушевича — українського політичного і громадського діяча, Президента ЗУНР, який народився в місті Буську. У 2001 році рішенням ректорату гімназію включено у навчальний комплекс Львівського національного університету імені Івана Франка і надано статус — Буська гімназія імені Євгена Петрушевича при Львівському національному університеті імені Івана Франка. У грудні 2010 року реорганізовано у навчально-виховний комплекс.
З 2004 року гімназію очолює Ольга Антонишин — учитель-методист, відмінник освіти України.

## Навчальний процес
Педагогічний колектив закладу налічує 70 учителів. Сьогодні вони навчають 400 учнів.
Навчально-виховний комплекс працює за індивідуальним навчальним планом, розробленим на базі типового плану Міністерства освіти та науки України. Навчання в старших класах відбувається за двома напрямками — гуманітарним та природничо-математичним.
Гімназисти беруть активну участь і перемагають у Всеукраїнських предметних олімпіадах ІІ, ІІІ та IV етапів, у Міжнародному конкурсі знавців української мови імені П. Яцика, конкурсах-захистах наукових робіт.
З метою створення сприятливих умов для самовираження особистості в різних видах діяльності, розкриття нахилів, здібностей та обдарувань учнів у гімназії діють:
- Наукове товариство гімназистів
- клуб «Ми — українці»
- дитяча організація Пласт
- гуртки (вокальний, народної вишивки та народних ремесел)
- танцювальний колектив «Арніка» (керівник А. Діяк)
- секції футболу та «Кіокушинкай-карате»

За високі досягнення у навчанні та активну національно-громадянську позицію кожного року двоє випускників гімназії (хлопець та дівчина), а також випускники-студенти ЛНУ імені І. Франка нагороджуються премією, встановленою Вічним Фондом Дмитра Куп'яка (Канада).
Напередодні Дня музеїв — у травні 2010 року — відкрито відновлений краєзнавчий музей.
Днем гімназії від часу її створення визначено 14 жовтня — День Пресвятої Богородиці Покрови.